# Јунска депортација
Јунска депортација (рус. Июньская депортация, ест. Juuniküüditamine) била је серија депортација које су организовале власти Совјетског Савеза у периоду од 22. маја до 20. јуна 1941. године из западних пограничних територија, као резултат совјетске инвазије на Пољску у септембру 1939. године и совјетске анексије балтичких земаља.
Укупан број депортованих и ухапшених према међународном друштву за заштиту људских права „Меморијал” је од 200 до 300 хиљада људи. Многи депортовани су касније нестали. Депортације су утицале на стоновништво Естоније (10.000 људи), Летоније (15.500 људи), Литваније, Бјелорусије, Украјине и Молдавије (29.800 људи).
Исељавање је вршено у оквиру кампање совјетских власти, званично познате као „чишћење” од „антисовјетског, криминалног и друштвено опасног елемента” и њихових породица. Према савременим историчарима из балтичких земаља, исељавање је злочин против човјечности, као „распрострањени и систематски напад усмјерен против цивилног становништва, ако је напад извршен намјерно”, или протумачен као чин геноцида.